# Fatma Sultan (dcera Ahmeda I.)
Fatma Sultan (1607 – 1667) byla osmanská princezna známá vysokým počtem uzavřených manželství.

## Život
Za rok narození Fatmy Sultan se považuje rok 1607.  Byla jednou z dcer sultána Ahmeda I. a Kosem Sultan.
V roce 1642, z počátku vlády jejího bratra sultána Ibrahima, dostávala stejně jako její sestry Ayše Sultan a Hanzade Sultan maximální možné denní „kapesné,“ jaké mohla princezna mít, a sice 400 aspersů.
Roku 1647 se všechny tři sestry a s nimi jejich neteř Kaya Sultan, dcera zesnulého sultána Murada IV., dostaly do konfliktu s Ibrahimem, když je navzdor protokolu podřídil svým konkubínám. Zabavil jim také šperky (pravděpodobně aby je mohl rozdělit mezi členky svého harému) a donutil je sloužit konkubíně Hümaşah Sultan, kterou si nakonec vzal za ženu bez ohledu na její neurozený původ. Princezny tak například musely stát jako obyčejné služky, zatímco Hümaşah Sultan jedla a také jí nosit mýdlo, umyvadlo a džbán s vodou k umytí rukou. [9] Ibrahim je brzy shledal neschopnými pořádně sloužit, poslal je z královského paláce v Istanbulu do paláce v Edirne.

## Manželství
Osmanské princezny se běžně vdávaly za vlivné úředníky v rámci sňatkové politiky. Manželství obvykle iniciovaly jejich matky, případně babičky z otcovy strany a partnery dívkám vybíraly na základě politického dopadu, který by mohlo dané spojení mít. Oproti obyčejným muslimkám měly princezny řadu výsad. Například měly právo být manželovou jedinou ženou, odmítnout konzumaci manželství, dokud nebudou připravené a také se mohly nechat rozvést. Jelikož se princezny zpravidla prvně vdávaly už jako děti, bylo běžné, že ovdověly, nebo se (často z politických důvodů) rozvedly a následně i několikrát znovu provdaly. Fatma Sultan a její sestra Ayše Sultan jsou extrémními příklady takové politiky: Fatma Sultan byla vdaná sedmkrát, Ayše Sultan šestkrát. Obě byly při vstupu do svých posledních sňatků starší padesáti let (Fatmě bylo šedesát jedna, Ayše se naposledy vdávala padesátiletá).

### První manželství
Za vlády svého bratra sultána Murada IV. se Fatma Sultan vdala za Kara Mustafu Pašu. Toho ale dal její bratr roku 1628 popravit za „zločin proti božímu řádu“ a ona tak prvně ovdověla. 

### Druhé, třetí a čtvrté manželství
Jejím druhým manželem se stal Sarrac Hasan Paša, ale ten záhy zemřel, a tak se vdala do třetice za Canpoladzadu Mustafu Pašu. I toho však, stejně jako jejího prvního muže, dal její bratr sultán v roce 1635 (nebo 1636) popravit. Napočtvrté si Fatma Sultan vzala Koca Yusufa Pašu.

### Páté manželství
Nejznámější je její pátý sňatek uzavřený roku 1662 s Melekem Ahmenem Pašou, dřívějším manželem její neteře Kayi Sultan. V té době jí bylo více než padesát let. Manželství dohodnuté a uskutečněné proti vůli obou stran bylo nešťastné a ještě před jeho uzavřením nařkl Melek Ahmen Paša vrchního vezíra Köprülü Mehmeda Pašu, že ho tím trestá. Sám vezír žertoval, že mu dává slona k živení. 
Melek Ahmed Paša odmítl vyplácet Fatmě Sultan peníze na udržování chodu jejího dvora, které od něj žádala, načež odpověděla, že v tom případě je rozvod jediným možným řešením a požadovala vrácení věna. Výše věna odpovídala ročním daním vybraným v egyptské provincii. K těmto penězům přišla Fatma Sultan nejspíše přes jednoho z předchozích manželů, Kara Mustafu Pašu, který byl působil v egyptské provincii jako guvernér. Na rozvod nakonec nedošlo, protože Melek Ahmed Paša zemřel ještě v roce 1662.
Fatma Sultan si následně nárokovala jeho majetek coby dědictví pro vdovu. To vyústilo v konflikt s velkovezírem Köprülü Mehmedem Pašou, který nakonec proti své vůli musel její žádosti vyhovět. 

### Šesté a sedmé manželství
V červnu 1663 se provdala za vezíra Kanbura Mustafu Pašu. I ten brzy zemřel a rok po jeho smrti, tedy v roce 1667, se Fatma Sultan provdala posedmé za vezíra Közbekçi Yusufa Pašu. V té době jí bylo 61 let.

## Odraz v kultuře
Fatma Sultan nechala vybudovat fontánu u mešity Kara Ahmeda Paši v areálu Topkapi. 

## Moderní kultura
V tureckém televizním seriálu Muhteşem Yüzyıl: Kösem z roku 2016 ztvárnila Fatmu Sultan herečka Balim Gaye Bayrak.